# Neocompsa vogti
Neocompsa vogti là một loài bọ cánh cứng trong họ Cerambycidae.